# 邦略
邦略（法語：Bonlieu，法語發音：[bɔ̃ljø]）是法国汝拉省的一个市镇，属于圣克洛德区。

## 地理
邦略（46°36'4"N, 5°51'13"E）面积13.05 平方千米，位于法国勃艮第-弗朗什-孔泰大區汝拉省，该省份为法国东部内陆省份，北起上索恩省，西北接科多尔省，西临索恩-卢瓦尔省，南至安省，东与杜省和瑞士接壤。
与邦略接壤的市镇（或旧市镇、城区）包括：拉绍迪东比耶、圣莫里斯-克里亚、科尼亞、于克塞勒、索若、梅内特吕昂茹、勒弗拉努瓦。

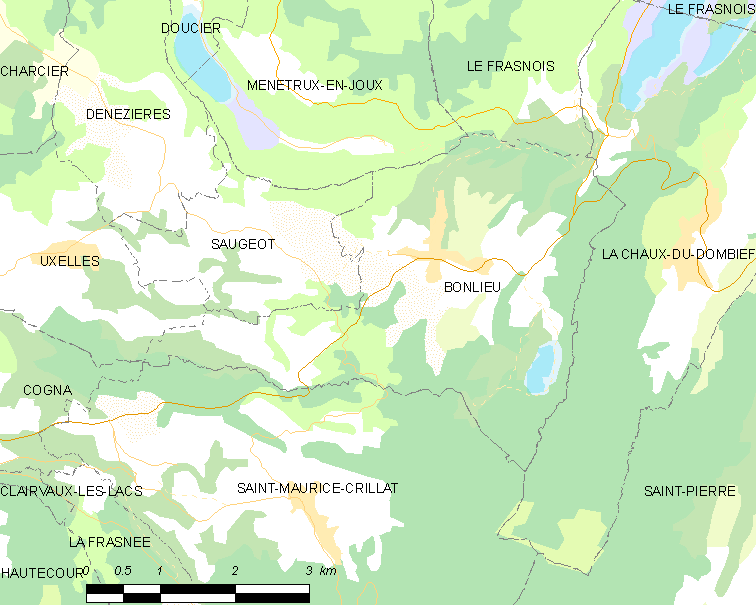
邦略的OSM定位图

邦略的时区为UTC+01:00、UTC+02:00（夏令时）。

## 行政
邦略的邮政编码为39130，INSEE市镇编码为39063。

## 政治
邦略所属的省级选区为圣洛朗昂格朗沃县。

## 人口

1962-2008年间邦略人口变化图示

邦略于2022年1月1日时的人口数量为218人。